# Каро-карі

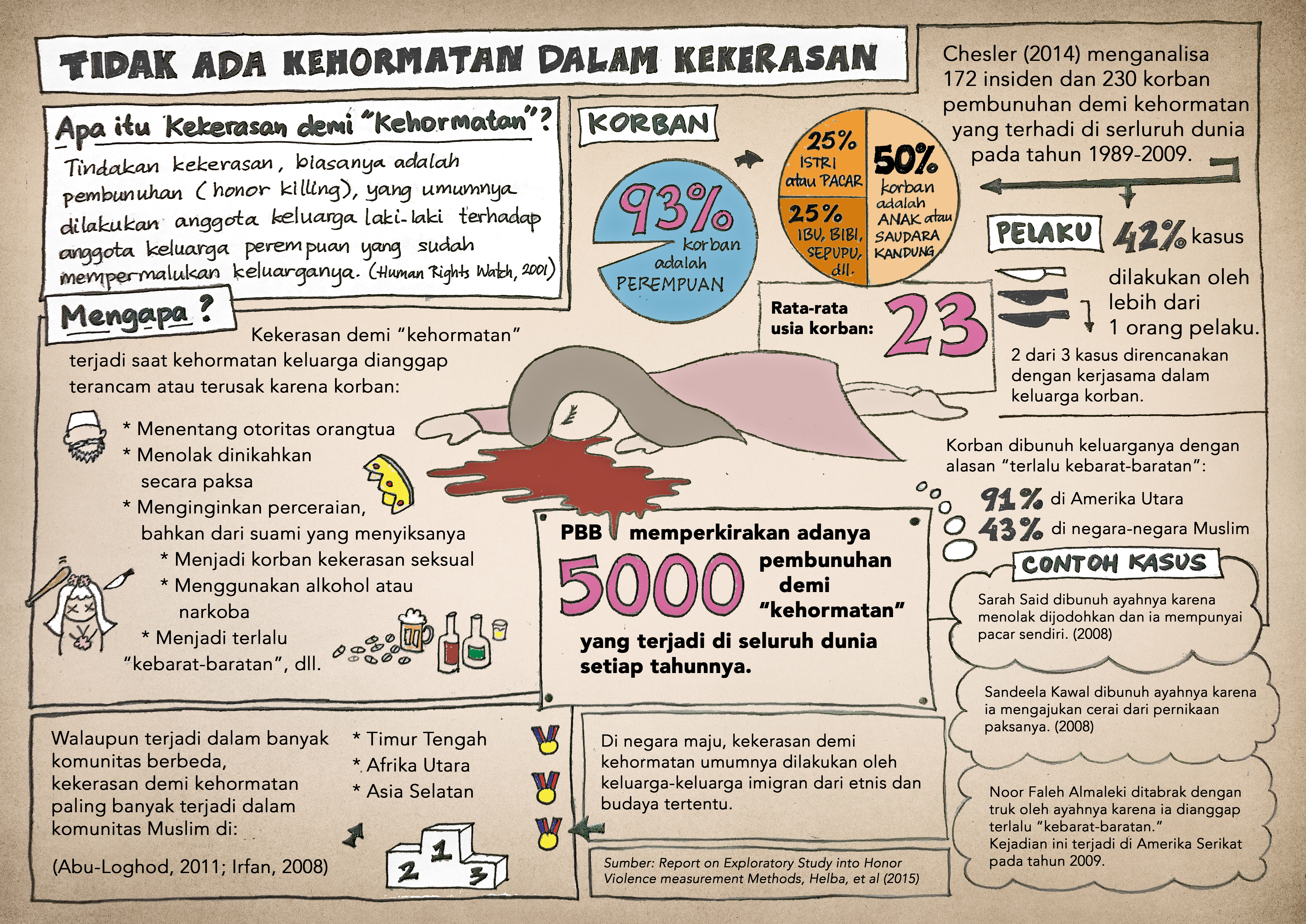
Інфорграфіка убивства честі, згідно з якою: за оцінками ООН у світі відбувається близько 5000 убивств честі щороку; у 93 % випадків жертвою є жінка; 2 з 3 випадків плануються за співпраці з родиною потерпілої; середній вік постраждалих – 23 роки тощо.

Ка́ро-ка́рі (синдхі ڪارو  ڪاري) (урду کاروکاری) — у Пакистані — вбивство честі «розбещеної» жінки.
Каро-карі є частиною культурної традиції провінції Сінд. Це двоосновне слово означає досл. «чорний чоловік» (каро) і «чорна жінка» (карі). В більшості випадків жертвою нападів є жінка. Родина жінки вважає, що має право вбити її, якщо та, на їхню думку, знеславила родину. Спочатку каро-карі застосовувались у випадку подружньої зради, але згодом «вбивство честі» стало використовуватися щодо різних випадків, що сприймались як аморальна поведінка. Таких як намір жінки вступити в шлюб всупереч заборонам сім'ї; дошлюбний або позашлюбний сексуальний зв'язок. Також жертвою вбивства честі могла стати жертва зґвалтування, якщо вона, на думку вбивць, недостатньо чинила опір насильству.
За даними доповіді правозахисної організації «Пакистанська Комісія з прав людини» не менш 943 жінок, у тому числі 93 неповнолітні дівчини, були вбиті заради честі у 2011 році. У 2010 році понад 450 жінок стали жертвами «каро-карі».

## У масовій культурі
Каро-карі фігурує як робоча версія під час розслідування вбивства у шведському багатосерійному детективному фільмі 2001 р. Бек. Людина без обличчя («Beck – Mannen utan ansikte»).